# Bit.Trip
Bit.Trip es una saga de videojuegos publicado por Aksys Games para el servicio de descarga WiiWare. Cada juego gira en torno a una mezcla entre la estética de los años 80 y los juegos modernos. Cuentan con una banda sonora electrónica que se va complementando con nuevos ritmos al bloquear ondas. Por ahora, han salido a la venta en el Canal Tienda Wii los dos primeros a 600 puntos, equivalente a 6 €.

## Juegos

### Bit.Trip Beat
En el primer título se dispone de una especie de remo por la pantalla para hacer rebotar los bloques con el objetivo de ganar puntos y aumentar el número de ritmos. A medida que se progresa en el juego, los bloques se hacen más complejos en cuanto a comportamiento y tamaño, y en general, si la cosa va bien, se representará mediante música y efectos gráficos pixelados. Lo hay disponible en modo cooperativo para 4 jugadores, y para jugar se debe inclinar el mando de Wii para ascender o descender la barra. Salió al mercado el 1 de mayo de 2009. IGN, por ejemplo, aplaudió su excelente presentación, pero su escasa duración fue el principal punto negativo de la prensa, ya que sus escasos tres niveles dejaron con ganas de más a los jugadores que lo descargaron.

### Bit.Trip Core
La segunda parte es igual en todos los aspectos técnicos y jugables al primero, pero cambia de enfoque, situando al jugador en el centro para bloquear los bloques que vienen por arriba, abajo izquierda y derecha. A diferencia del anterior, este está disponible para hasta 2 jugadores. La base de la música y los fondos cambian según se progresa en el juego. Salió al mercado el 21 de agosto de 2009.

### Bit.Trip Void
La tercera parte nos permite movernos libremente por la pantalla, permitiendo así una jugabilidad completamente distinta en la que solo nos movíamos en una determinada zona o estábamos inmóviles. El objetivo del juego es absorber puntos negros para hacernos mayores y después volver a nuestro tamaño real y conseguir puntos. Algo nuevo en esta parte es que debemos evitar puntos blancos, cosa que en anteriores entregas no debíamos evitar ningún punto. Una cosa nueva es que hay tres puntos de control y, en caso de perder, podemos volver a empezar desde el último punto, aunque perdemos todos los puntos acumulados.

### Bit.Trip Runner
La cuarta parte que fue lanzada en Europa el 14 de mayo de 2010 y el 17 de mayo en América (algo extraño, ya que llega siempre más tarde a Europa)
Consiste en un plataformas en 2D que debemos atravesar sin cometer errores. Estará compuesto de más de 50 niveles y niveles extra que aparecerán si conseguimos coger todos los bloques de oro.

### Bit.Trip Fate
La quinta parte de la saga Bit.Trip, fue lanzado el 18 de noviembre de 2010 en Europa y el 25 de octubre de 2010 en América. El juego consiste en disparar a los enemigos con el puntero( no estaba disponible en los demás juegos) y esquivar los ataques de los de los enemigos moviéndose de izquierda a derecha con el nunchuk.

### Bit.Trip Flux
La sexta parte de la saga Bit.Trip (y, aparentemente, la última). Fue lanzado en Europa el 25 de febrero de 2011 y el 28 de febrero de 2011 en América. Se puede conseguir en el canal "Tienda Wii" por 800 Wii Points (Puntos Wii)

### Bit.Trip Saga
Recopilación de los anteriores juegos en una versión física para Nintendo 3DS cuya principal novedad es el efecto 3D.

### Bit.Trip Complete
Recopilación de los anteriores juegos en una versión física para Wii que además contiene varias novedades como 120 nuevos retos, galerías exclusivas, cartas del autor, banda sonora, nuevos modos de dificultad y marcadores en línea. Cada copia del juego viene con un CD de música llamado Bit.Trip Soundtrack Sampler